# Interkontinentalni kup u hokeju na travi 1989.
Interkontinentalni kup u hokeju na travi 1989. je bio četvrti Interkontinentalni kup u športu hokeju na travi.
Bio je izlučnim turnirom za iduće svjetsko prvenstvo 1990.
Održao se od 5. do 16. srpnja 1989. u američkom gradu Madisonu.
Krovna organizacija za ovo natjecanje je bila Međunarodna federacija za hokej na travi.

## Sudionici
- skupina "A": Irska, Kanada, Malezija, Nizozemska, SAD, Zimbabve

- skupina "B": Čile, Egipat, Francuska, Indija, Novi Zeland, Poljska,

## Konačni poredak
| Mj. | Država      |
| --- | ----------- |
| 1.  | Nizozemska  |
| 2.  | Kanada      |
| 3.  | Indija      |
| 4.  | Francuska   |
| 5.  | Irska       |
| 6.  | Malezija    |
| 7.  | Poljska     |
| 8.  | Novi Zeland |
| 9.  | Egipat      |
| 10. | Čile        |
| 11. | SAD         |
| 12. | Zimbabve    |

Pravo sudjelovati na Svjetskom kupu 1990. su izborile Nizozemska, Kanada, Indija, Francuska i Irska.
| Interkontinentalni prvaci 1989. |
| ------------------------------- |
| Nizozemska Prvi naslov          |

## Vanjske poveznice
- International Hockey Federation